# Macleaya microcarpa
Macleaya microcarpa är en tvåhjärtbladig växtart som först beskrevs av Carl Maximowicz, och fick sitt nu gällande namn av Friedrich Karl Georg Fedde. Macleaya microcarpa ingår i släktet vippvallmor och familjen vallmoväxter. Arten förekommer tillfälligt i Sverige, men reproducerar sig inte.